# Mirbelia rhagodioides
Mirbelia rhagodioides là một loài thực vật có hoa trong họ Đậu. Loài này được Crisp & J.M.Taylor miêu tả khoa học đầu tiên.